# Haltérophilie aux Jeux olympiques d'été de 2024
Navigation
Tokyo 2020 Los Angeles 2028
Les épreuves d’haltérophilie des Jeux olympiques d'été de 2024 se déroulent du 7 au 11 août 2024 au Paris Expo Porte de Versailles à Paris, en France.

## Lieu de la compétition
Les épreuves d'haltérophilie ont lieu dans le hall 6 du Paris Expo Porte de Versailles, le plus grand parc des expositions français, situé dans le 15e arrondissement de Paris, au sud-ouest de la ville.
Il a fait l'objet d'une rénovation en prévision des Jeux.
D'autres épreuves seront disputées sur le site : le volley-ball dans le hall 1, le tennis de table dans le hall 4, la phase préliminaire du handball dans le hall 6.

## Qualifications
Les places sont attribuées ainsi qu'il suit :
- En tant que pays hôte, la France est assurée d'obtenir 4 places, 2 pour les hommes et 2 pour les femmes.
- chaque CNO peut qualifier un athlète maximum par catégorie de poids, dans la limite de 3 par genre.
- 10 places sont attribuées pour représenter tous les continents.
- 6 places sont attribuées par une commission pour assurer l'universalité des Jeux.

Pour être qualifiés, les athlètes doivent être nés avant le 1er janvier 2010, participer à certains évènements et être irréprochables concernant le dopage.

## Les épreuves
Le nombre d'épreuves passe de 14 lors de la précédente olympiade à 10. Le nombre d'athlètes diminue de même : ils étaient 260 à Rio en 2016, 196 à Tokyo en 2020 et seront 120 à Paris.
Le 14 juin 2022, la Fédération internationale d'haltérophilie a annoncé les nouvelles catégories de poids pour Paris 2024, le nombre total de médailles d'or passant de 14 à 10. Les catégories 61 kg et 73 kg pour les hommes et 49 kg et 59 kg pour les femmes restent présentes est les autres catégories sont modifiées.
- Hommes : 61 kg, 73 kg, 89 kg, 102 kg, +102 kg
- Femmes : 49 kg, 59 kg, 71 kg, 81 kg, +81 kg

Dans chaque catégorie de poids, il y a 12 haltérophiles qui concourent dans deux types d'épreuves : l'arraché et l'épaulé-jeté, avec trois essais pour chacun d'entre eux.

## Calendrier
| Épreuve ↓ / Date → | Épreuve ↓ / Date → | Me 7 | Me 7 | Je 8 | Je 8 | Ve 9 | Ve 9 | Sa 10 | Sa 10 | Sa 10 | Di 11 |
| Épreuve ↓ / Date → | Épreuve ↓ / Date → | A    | S    | A    | S    | A    | S    | M     | A     | S     | M     |
| ------------------ | ------------------ | ---- | ---- | ---- | ---- | ---- | ---- | ----- | ----- | ----- | ----- |
| Hommes             | Moins de 61 kg     | F    |      |      |      |      |      |       |       |       |       |
| Hommes             | Moins de 73 kg     |      |      |      | F    |      |      |       |       |       |       |
| Hommes             | Moins de 89 kg     |      |      |      |      | F    |      |       |       |       |       |
| Hommes             | Moins de 102 kg    |      |      |      |      |      |      | F     |       |       |       |
| Hommes             | Plus de 102 kg     |      |      |      |      |      |      |       |       | F     |       |
| Femmes             | Moins de 49 kg     |      | F    |      |      |      |      |       |       |       |       |
| Femmes             | Moins de 59 kg     |      |      | F    |      |      |      |       |       |       |       |
| Femmes             | Moins de 71 kg     |      |      |      |      |      | F    |       |       |       |       |
| Femmes             | Moins de 81 kg     |      |      |      |      |      |      |       | F     |       |       |
| Femmes             | Plus de 81 kg      |      |      |      |      |      |      |       |       |       | F     |

| - F : finales - M : Session matinale, à partir de 11h30 - A : Session de mi-journée, à partir de 15h - S : Session en soirée, à partir de 19h30 |

## Médaillés
| Épreuve         | Or                     | Or     | Argent                    | Argent | Bronze                             | Bronze |
| --------------- | ---------------------- | ------ | ------------------------- | ------ | ---------------------------------- | ------ |
| Hommes          |                        |        |                           |        |                                    |        |
| Moins de 61 kg  | Li Fabin (CHN)         | 310 kg | Theerapong Silachai (THA) | 303 kg | Hampton Morris (USA)               | 298 kg |
| Moins de 73 kg  | Rizki Juniansyah (INA) | 354 kg | Weeraphon Wichuma (THA)   | 346 kg | Bozhidar Dimitrov Andreev (BUL)    | 344 kg |
| Moins de 89 kg  | Karlos Mey Nasar (BUL) | 404 kg | Yeison Lopez (COL)        | 390 kg | Antonino Pizzolato (ITA)           | 384 kg |
| Moins de 102 kg | Liu Huanhua (CHN)      | 406 kg | Akbar Djuraev (UZB)       | 404 kg | Yauheni Tsikhantsou (AIN)          | 402 kg |
| Plus de 102 kg  | Lasha Talakhadze (GEO) | 470 kg | Varazdat Lalayan (ARM)    | 467 kg | Gor Minasyan (BHR)                 | 461 kg |
| Femmes          |                        |        |                           |        |                                    |        |
| Moins de 49 kg  | Hou Zhihui (CHN)       | 206 kg | Mihaela Cambei (ROU)      | 205 kg | Surodchana Khambao (THA)           | 200 kg |
| Moins de 59 kg  | Luo Shifang (CHN)      | 241 kg | Maude Charron (CAN)       | 236 kg | Hsing-Chun Kuo (TPE)               | 235 kg |
| Moins de 71 kg  | Olivia Reeves (USA)    | 262 kg | Mari Leivis Sanchez (COL) | 257 kg | Angie Paola Palacios Dajomes (ECU) | 256 kg |
| Moins de 81 kg  | Solfrid Koanda (NOR)   | 275 kg | Sara Ahmed (EGY)          | 268 kg | Neisi Dajomes (ECU)                | 267 kg |
| Plus de 81 kg   | Li Wenwen (CHN)        | 309 kg | Park Hye-jeong (KOR)      | 299 kg | Emily Campbell (GBR)               | 288 kg |

## Tableau des médailles
- Pays organisateur (France)

| Rang  | Nation                       | Or | Argent | Bronze | Total |
| ----- | ---------------------------- | -- | ------ | ------ | ----- |
| 1     | Chine                        | 5  | 0      | 0      | 5     |
| 2     | Bulgarie                     | 1  | 0      | 1      | 2     |
| 2     | États-Unis                   | 1  | 0      | 1      | 2     |
| 4     | Géorgie                      | 1  | 0      | 0      | 1     |
| 4     | Indonésie                    | 1  | 0      | 0      | 1     |
| 4     | Norvège                      | 1  | 0      | 0      | 1     |
| 7     | Thaïlande                    | 0  | 2      | 1      | 3     |
| 8     | Colombie                     | 0  | 2      | 0      | 2     |
| 9     | Arménie                      | 0  | 1      | 0      | 1     |
| 9     | Canada                       | 0  | 1      | 0      | 1     |
| 9     | Corée du Sud                 | 0  | 1      | 0      | 1     |
| 9     | Égypte                       | 0  | 1      | 0      | 1     |
| 9     | Ouzbékistan                  | 0  | 1      | 0      | 1     |
| 9     | Roumanie                     | 0  | 1      | 0      | 1     |
| 15    | Équateur                     | 0  | 0      | 2      | 2     |
| 16    | Athlètes individuels neutres | 0  | 0      | 1      | 1     |
| 16    | Bahreïn                      | 0  | 0      | 1      | 1     |
| 16    | Grande-Bretagne              | 0  | 0      | 1      | 1     |
| 16    | Italie                       | 0  | 0      | 1      | 1     |
| 16    | Taipei chinois               | 0  | 0      | 1      | 1     |
| Total | Total                        | 10 | 10     | 10     | 30    |